# Првенство Јужне Америке у фудбалу 1924.
Првенство Јужне Америке 1924.  је било осмо издање овог такмичења, сада познатог по имену Копа Америка. Турнир је одржан у Монтевидеу, Уругвај од 12. октобра до 2. новембра 1924. године. Домаћин, репрезентација Уругваја, је заузела прво место на крају првенства. Титулу најбољег стрелца је освојио Аргентинац Висенте Агире са 3 постигнута гола.

## Учесници
1.  Аргентина

2.  Чиле

3.  Уругвај

4.  Парагвај

КОНМЕБОЛ је затражио од (Парагваја) да буде домаћин такмичења, али су они одбили због немогућности обезбеђивања инфраструктуре за такмичење. Турнир је одржан али сада у Уругвају који је већ имао обезбеђене услове а и као у знак обележавања златне медаље Уругваја на претходно одржаним Олимпијским играма. 
Бразил је одустао од турнира.

## Град домаћин
| Монтевидео                               |
| ---------------------------------------- |
| Стадион Гран парк сентрал слика из 1923. |
| Капацитет: 20.000                        |
|                                          |

## Табела
| Репрезентација | И | Д | Н | И | ДГ | ПГ | ГР | Бод. |
| -------------- | - | - | - | - | -- | -- | -- | ---- |
| Уругвај        | 3 | 2 | 1 | 0 | 8  | 1  | +7 | 5    |
| Аргентина      | 3 | 1 | 2 | 0 | 2  | 0  | +2 | 4    |
| Парагвај       | 3 | 1 | 1 | 1 | 4  | 4  | 0  | 3    |
| Чиле           | 3 | 0 | 0 | 3 | 1  | 10 | −9 | 0    |

## Утакмице
| Аргентина | 0–0 | Парагвај |
| --------- | --- | -------- |
|           |     |          |

| Уругвај                                          | 5–0 | Чиле |
| ------------------------------------------------ | --- | ---- |
| Петроне 40’, 53’, 88’ · Цингоне 73’ · Романо 78’ |     |      |

| Аргентина                | 2–0 | Чиле |
| ------------------------ | --- | ---- |
| Г. Соса 5’ · Лојарте 78’ |     |      |

| Уругвај                            | 3–1 | Парагвај    |
| ---------------------------------- | --- | ----------- |
| Петроне 28’ · Романо 37’ · Чеа 53’ |     | У. Соса 77’ |

| Парагвај                      | 3–1 | Чиле       |
| ----------------------------- | --- | ---------- |
| И. Лопез 15’, 33’ · Ривас 52’ |     | Арељано 6’ |

| Уругвај | 0–0 | Аргентина |
| ------- | --- | --------- |
|         |     |           |

## Листа стрелаца
4 гола
| - Петроне |

2 гола
| - И. Лопез | - Романо |  |

1 гол
| - Г. Соса - Лојарте - Арељано | - Ривас - У. Соса - Чеа | - Цингоне |

### Играч првенства
- Уругвај Петроне[4]